# زبوریف
شهر زبوریف (اوکراینی: Зборів, (به لهستانی: Zborów), روسی: Зборов) در استان ترنوپیل در کشور اوکراین واقع شده‌است. جمعیت این شهر ۷٬۴۳۶ نفر  است.